# Малое Курейное
Малое Курейное — деревня в Макушинском муниципальном округе Курганской области. Входит в состав Куреинского сельсовета.

## История
До 1917 года в составе Куреинской волости Курганского уезда Тобольской губернии. По данным на 1926 год состояла из 145 хозяйств. В административном отношении являлась центром Малокуреинского сельсовета Лопатинского района Курганского округа Уральской области.

## Население
| 1989 | 2002 | 2010 |
| ---- | ---- | ---- |
| 145  | ↘136 | ↘55  |

По данным переписи 1926 года на деревне проживал 751 человек (358 мужчин и 393 женщины), в том числе: русские составляли 99 % населения.